# Cherpont
Le Cherpont ou ruisseau de Cherpont, également appelé ruisseau de la Fontaine aux Sangliers dans sa partie amont et ruisseau de la Pisciculture dans sa partie médiane, est un ruisseau français  du département de la Creuse, en région Nouvelle-Aquitaine, affluent de la Creuse et sous-affluent de la Loire par la Vienne.

## Géographie

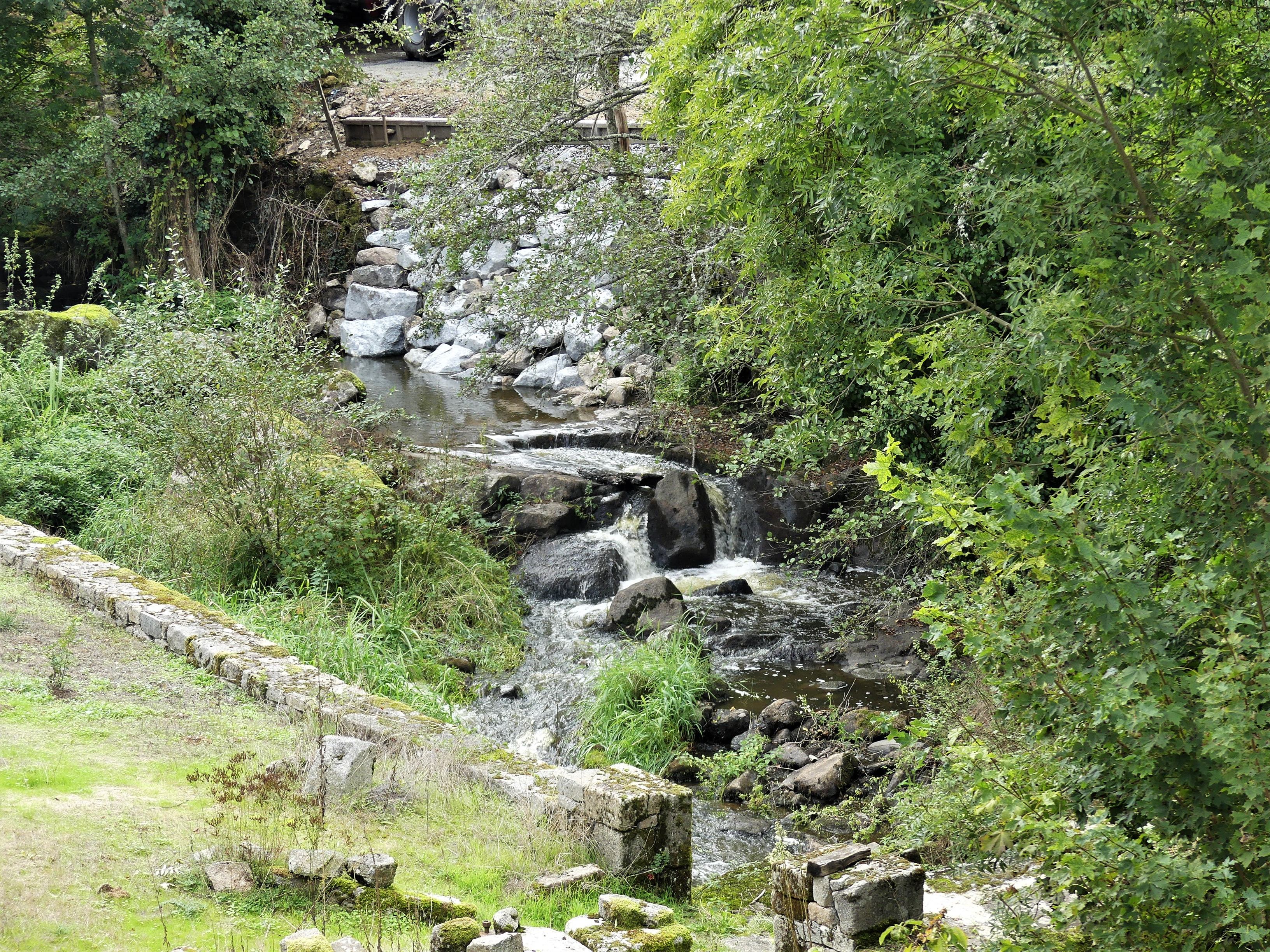
Le Cherpont à Bordessoule (commune de Saint-Laurent) ; vue vers l'amont.

Pour le Sandre, le Cherpont est un cours d'eau unique identifié par le Géoportail sous trois noms différents : la partie amont porte le nom de ruisseau de la Fontaine aux Sangliers, auquel succède le ruisseau de la Pisciculture, et la partie aval s'appelle ruisseau de Cherpont.
Le ruisseau de la Fontaine aux Sangliers prend sa source dans le département de la Creuse à 618 mètres d’altitude, sur la commune de Guéret, cinq kilomètres au sud du centre-ville, sur les hauteurs de la forêt de Chabrières.
Il s'écoule vers le nord-est, reçoit sur sa gauche le rio Clédou au bout de deux kilomètres et prend alors le nom de ruisseau de la Pisciculture.
Au lieu-dit la Pisciculture, à 600 mètres au nord-ouest du bourg de Sainte-Feyre, il passe sous la route départementale (RD) 942 et, un kilomètre plus loin, sous la ligne ferroviaire Guéret-Montluçon. Au lieu-dit Cherpont, il reçoit sur sa droite le ruisseau de la Betoulle, son principal affluent, prend le nom de ruisseau de Cherpont et forme l'étang de Cherpont, une retenue de plus de treize hectares. Au lieu-dit Bordessoule, à 600 mètres au nord-ouest du bourg de Saint-Laurent, il est franchi par la RD 4.
Il rejoint la Creuse en rive gauche, sur la commune de Saint-Laurent, à 318 mètres d’altitude.
S'écoulant globalement du sud-ouest vers le nord-est, l'ensemble ruisseau de la Fontaine aux Sangliers-ruisseau de la Pisciculture-ruisseau de Cherpont est long de 11,64 km.

### Communes et département traversés
Dans l'arrondissement de Guéret et le département de la Creuse, le Cherpont arrose trois communes, soit d'amont vers l'aval : Guéret (source), Sainte-Feyre et Saint-Laurent (confluence avec la Creuse).

### Bassin versant
Hormis les trois communes que traverse le Cherpont, son bassin versant s'étend également à la commune de La Saunière baignée par le ruisseau de la Betoulle.

## Affluents
Parmi les sept affluents répertoriés par le Sandre le plus important est en rive droite le ruisseau de la Betoulle, long de 4,77 km.
Les six autres sont beaucoup plus modestes : en rive gauche figurent le rio Clédou 1,52 km et un affluent sans nom long de 1,64 km ; en rive droite se succèdent quatre affluents sans nom longs de 0,65 km. 1,8 km, 1,92 km — qui rejoint le Cherpont dans l'étang de Cherpont — et 2,02 km.
Le ruisseau de la Betoulle ayant trois affluents et aucun sous-affluent, le nombre de Strahler du Cherpont est donc de trois.